# Wiktor Czebrikow
Wiktor Michajłowicz Czebrikow (ros. Ви́ктор Миха́йлович Че́бриков, ur. 27 kwietnia 1923, zm. 1 lipca 1999) – radziecki generał armii, działacz Komunistycznej Partii Związku Radzieckiego, polityk, przewodniczący Komitetu Bezpieczeństwa Państwowego KGB (1982–1988).

## Życiorys
W latach 1940–1941 i 1946-1950 uczył się w Dniepropietrowskim Instytucie Metalurgicznym, od 1941 do 1946 służył w Armii Czerwonej, od 1944 w WKP(b). 1951–1955 kierownik Wydziału Przemysłowo-Transportowego, sekretarz i I sekretarz rejonowego komitetu Komunistycznej Partii (bolszewików) Ukrainy w obwodzie dniepropietrowskim, 21 stycznia 1956 - 16 lutego 1960 członek Rewizyjnej Komisji KP Ukrainy. 1958-1959 II sekretarz miejskiego komitetu partyjnego w Dniepropetrowsku, 1959–1961 kierownik wydziału obwodowego komitetu partyjnego w tym mieście. 1961–1964 I sekretarz Komitetu Miejskiego KPU w Dniepropetrowsku, 30 września 1961 – 17 marca 1971 kandydat na członka KC KPU, 1964–1965 sekretarz dniepropetrowskiego obwodowego komitetu partyjnego, 1965–1967 II sekretarz tego komitetu. 
Od 21 lipca 1967 członek Kolegium KGB przy Radzie Ministrów ZSRR, 24 lipca 1967 – wrzesień 1968 kierownik Wydziału Kadr KGB ZSRR w stopniu pułkownika i od 27 października 1967 generała majora, 4 września 1968 – 25 stycznia 1982 zastępca przewodniczącego KGB. 2 lipca 1972 mianowany generałem porucznikiem, a 11 grudnia 1978 generałem pułkownikiem. Od 17 grudnia 1982 do 1 października 1988 przewodniczący KGB. 4 listopada 1983 mianowany generałem armii. 
9 kwietnia 1971 - 23 lutego 1981 kandydat na członka, a 3 marca 1981 – 2 lipca 1990 członek KC KPZR. 23 kwietnia 1985 – 20 września 1989 kandydat na członka Biura Politycznego KC KPZR. Został odznaczony m.in. Złotym Medalem „Sierp i Młot” Bohatera Pracy Socjalistycznej, czterokrotnie Orderem Lenina, Orderem Rewolucji Październikowej, Orderem Czerwonego Sztandaru, trzykrotnie Orderem Czerwonego Sztandaru Pracy, Orderem Aleksandra Newskiego oraz Orderem Wojny Ojczyźnianej I klasy, Medalem „Za odwagę”, Medalem 100-lecia urodzin Lenina, Medalem „Za nienaganną służbę”, Medalem „Za obronę Stalingradu”, medalami jubileuszowymi. W 1980 nagrodzony Nagrodą Państwową ZSRR. Pochowany na Cmentarzu Kuncewskim w Moskwie.